# Plaza Murillo

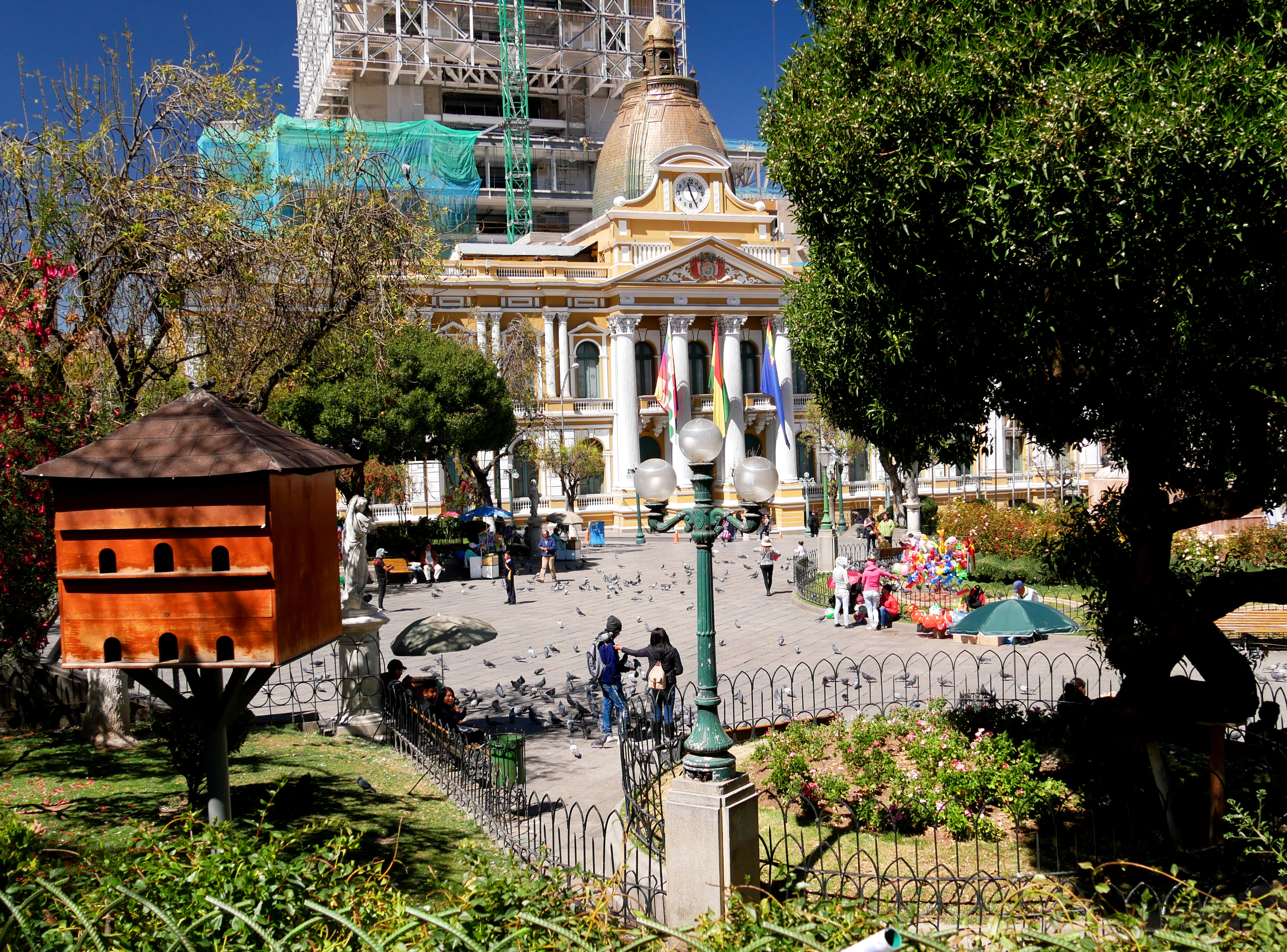
Plaza Murillo con Palacio Quemado

La Plaza Murillo è la piazza centrale della città di La Paz e lo spazio aperto più connesso alla vita politica della Bolivia. Gli edifici di spicco della piazza includono il Palazzo Presidenziale, il Congresso Nazionale della Bolivia e la  Cattedrale di Nostra Signora della Pace.
Si trova nel centro storico, o Casco Viejo, della città ed è circondata da via Socabaya a ovest, via Ayacucho a est, via Comercio a sud e una continuazione di via Ingavi e Ballivan a nord.

## Nomi
La Plaza era originariamente chiamata Plaza Mayor (Piazza Maggiore) dopo la sua costruzione. In seguito fu conosciuta durante il periodo coloniale come Plaza de Armas. Dopo l'indipendenza, fu ribattezzata Plaza 16 de Julio e dal il 3 febbraio 1902 Plaza Murillo in onore di Pedro Domingo Murillo, catturato e impiccato dalle truppe spagnole nel gennaio 1810.

## Storia
La piazza fu progettata nel 1558, come parte della griglia rettilinea di La Paz, da Juan Gutiérrez Paniagua, incaricato dal Corregidor Ignacio de Aranda di ordinare la città sulla riva nord del fiume Choqueyapu. Questa zona della città era di fronte all'insediamento spagnolo esistente, che contava circa 200 spagnoli con circa 5.000 residenti indigeni tributari. 
La Plaza Mayor soppiantò rapidamente la precedente piazza centrale degli spagnoli, che ora si chiama Plaza Alonso de Mendoza. Gli edifici coloniali che furono costruiti intorno alla piazza includevano il Cabildo (o edificio del governo della città, inclusa una prigione), un edificio della Compagnia di Gesù, la Cattedrale, il Tesoro Reale (Cajas Reales) e la Residenza del Vescovo (Casa Obispal).
La piazza è stata un luogo chiave per le battaglie per il potere politico in Bolivia. Vi si combatté o difese in numerosi conflitti rivoluzionari, nel 1809, 1811, 1814, 1862, 1865, 1871, 1898, 1946, 1952 e 2002.
I leader dell'era dell'indipendenza Pedro Domingo Murillo, Juan Antonio Figueroa, Basilio Catacora, Buenaventura Bueno, Melchor Jiménez, Mariano Graneros, Apolinar Jaén, Gregorio García Lanza, Juan Bautista Sagárnaga, Juan Cordero e Simona Manzaneda sono stati tutti uccisi sulla piazza o vicino ad essa. Nella rivolta del 1946 contro Gualberto Villarroel, questi fu appeso a un lampione della piazza.